# Ghețarul Furtwängler

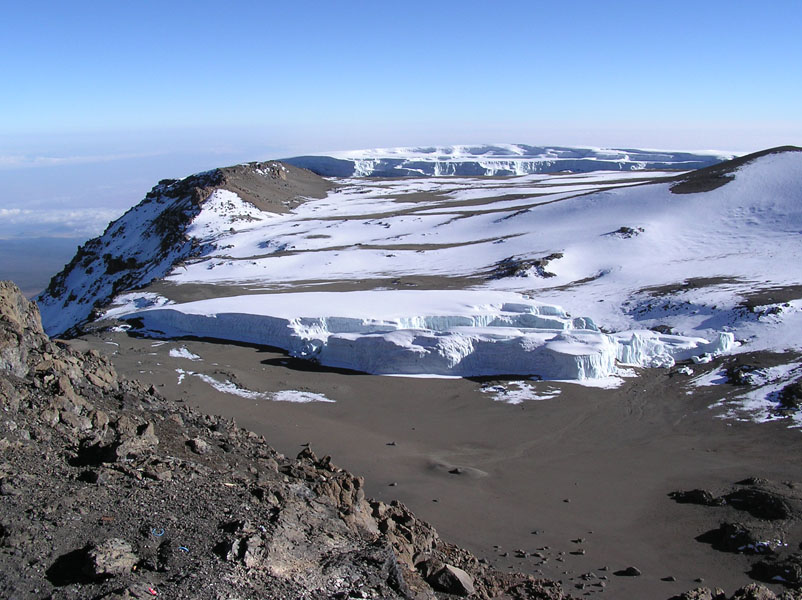
Ghețarul Furtwängler

Ghețarul Furtwängler se află pe cel mai înalt punct de pe muntele Kilimanjaro (5.895 m), Tanzania. Ghețarul este rămășița calotei de gheață care acoperea mai demult masivul. Denumirea ghețarului a fost dată după Walter Furtwängler, și Siegfried König, care, în 1912 au coborât ghețarul pe schiuri. Între anii 1979 și 2000 suprafața ghețarului s-a micșorat ajungând de la  113.000 m² la 60.000 m², aproape jumătate. În anul 2006 cercetătorii glaciologi au descoperit în centrul ghețarului un gol interior care este acoperit de un strat de gheață ce are numai 6 m grosime. Acest fapt a dus la concluzia că în viitorul apropiat ghețarul se va despica în două fragmente care cu timpul se vor topi.
Coordonate: 3° 4′ 15″ S, 37° 21′ 7″ E